# Archieven van de Officina Plantiniana
Archieven van de Officina Plantiniana is sedert 2001 een item op de Lijst van het Wereldgeheugen ((en)  Memory of the World Register; (fr)  Régistre de la Mémoire du Monde). Deze lijst, ook Werelderfgoed voor Documenten genoemd, wordt opgemaakt door de UNESCO. De archieven worden bewaard in het Plantin-Moretusmuseum in Antwerpen. 
De Officina Plantiniana is de belangrijkste drukkerij en uitgeversmaatschappij in België ooit. Zij werd in 1555 gesticht door Christoffel Plantin en werd door de Moretus'sen in stand gehouden tot 1876. 
Het archief omvat: 
- De boekhouding van de Officina Plantiniana.
- De boekhouding van de verschillende ondernemingen van de Moretus'sen en hun familie.
- De overblijfselen van de briefwisseling van Christoffel Plantin en de Moretus'sen met hun zakenrelaties.
- De huishoudelijke archieven van Christoffel Plantin en de Moretus'sen.